# Cratere Finsch
Finsch è un cratere lunare intitolato al naturalista ed esploratore Otto Finsch; la formazione è piuttosto piccola, ed è stata praticamente ricoperta da uno dei mari lunari, per la precisione il Mare Serenitatis. Si trova nella parte centrale del mare, a sud-sudest del cratere Sarabhai.